# Hans Pusch
Hans Pusch (* 1943 in Judenburg, Steiermark) ist ein österreichischer Medienexperte und Politikberater. Er wurde in den 1980er Jahren als Kabinettschef des damaligen österreichischen Bundeskanzlers Fred Sinowatz (SPÖ) in Österreich bekannt.

## Leben
Pusch wuchs als Sohn eines Hauptschuldirektors in Bad Aussee auf. Dort besuchte er die Privatmittelschule Bad Aussee. Er ergriff zunächst selbst den Lehrerberuf und absolvierte ein Studium der Philosophie, das er mit dem Doktorat abschloss.
Während seiner Tätigkeit an einer Landwirtschaftsschule im Ennstal war Pusch gegen Ende der 1960er Jahre bei der ÖVP tätig, entschloss sich aber zu Beginn der 1970er Jahre, sich bei der SPÖ zu engagieren. SPÖ-Medienexperte Heinz Brantl empfahl ihn 1973 dem damaligen Unterrichtsminister Fred Sinowatz.
Als Ministersekretär verschaffte Pusch Sinowatz und sich selbst durch PR-Aktionen – etwa sportliche Betätigung – öfter Beachtung in österreichischen Medien. 1980 und 1981 hielt sich Pusch als Kulturattaché in Teheran auf und kehrte dann auf seinen Sekretärsposten bei Sinowatz zurück.
Als Sinowatz im Mai 1983 Bruno Kreisky als Regierungschef ablöste, wurde Pusch Kabinettschef des neuen Bundeskanzlers. Sein anfangs positiver Ruf wurde durch Bekanntwerden seiner früheren Mitgliedschaft bei der ÖVP parteiintern beschädigt.
Viel Kritik traf Pusch während der Waldheim-Affäre. Vor allem Vertreter der ÖVP wie Kurt Bergmann, aber auch Altkanzler Kreisky, warfen ihm vor, hinter der SPÖ-Wahlkampf-Kampagne von 1986 gegen den damaligen Kandidaten der ÖVP für das Präsidentenamt, Kurt Waldheim, zu stehen. Pusch forderte 1985 für die SPÖ einen Akt des Verteidigungsministeriums über Waldheims Tätigkeiten während des Zweiten Weltkriegs an und soll dem UPI-Journalisten James M. Dorsey schon im Sommer 1985 belastendes Material über Waldheim übergeben haben.
Mit dem Rücktritt von Sinowatz als Bundeskanzler nach Waldheims Wahlsieg verlor Pusch an öffentlichem Einfluss. Mediales Interesse fand noch seine Aussage im Noricum-Untersuchungsausschuss.
Pusch war zeitweise freiberuflich in der SPÖ-nahen Progress-Werbung tätig, dann für die österreichische Filmfirma Scheiderbauer. Ende 1993 holte ihn Helmut Thoma zu RTL.
Der Künstler Lukas Pusch ist sein Sohn.

## Trivia
Hans Pusch gilt als legendärer Kreisky-Imitator. Er betätigte sich auch als Musiker, 1977 veröffentlichte er die Single „Burenwurst“.